# Sillybos
Sillyboi (Singular altgriechisch σίλλυβος sillybos; lateinisch tituli oder indices) waren Pergamentstreifen an den Schriftrollen der Antike, die Titel und Verfasser eines Werkes angaben. 
Antike Buchrollen wurden aufgerollt und dicht gepackt in Regalen und Schränken liegend, aber auch stehend in speziellen Behältern (z. B. einer Capsa, siehe Antike Bibliotheken) aufbewahrt. Autor und Titel des Werkes waren auf der Innenseite der Rolle vermerkt, die zusätzlich von einer Schutzhülle umschlossen sein konnte. Um ein gesuchtes Werk auffinden zu können, musste die Rolle am oberen Rand mit einem Sillybos versehen werden, der sichtbar herabhing und Auskunft über den Inhalt der Rolle gab. 
Sillyboi besonders wertvoller Rollen konnten rot oder safranfarben sein. Literarisch bezeugt ist der Sillybos erstmals im 3. Jahrhundert v. Chr. In der lateinischen Literatur werden Sillyboi von Cicero und Ovid erwähnt.